# Кучук Петро Павлович
Петро́ Па́влович Ку́чук (1929—2002) — український художник.

## З життєпису
Народився 1929 року в с. Студениця Житомирської області в багатодітній сільській родині. Закінчив місцеву середню школу з відзнаками. Малював з дитинства, напередодні війни, в 1941 році, готувався до вступу в Київську дитячу художню школу ім. Т. Шевченка, але спеціальної освіти не здобув. Працював на різних сільськогосподарських роботах в с. Студениця. Під час служби в армії та після демобілізації працював художником-оформлювачем. З 1960 року працював в Будинку офіцерів, а згодом — в художніх майстернях м. Бердичева.
З 1965 року бере участь в міських, обласних та республікаських виставках. В 1972 році стає лауреатом мистецької премії України за портрет-картину «Прометей 19 століття» нагороджений золотою медаллю. В активі нагород П. П. Кучука дипломи різного ступеня, похвальні листи, подяки від влади. Його роботи друкувалися в місцевій та обласній пресі, у відривних календарях, книзі «Мистецтво, народжене соціалізмом», журналах. Творчий доробок — понад 70 творів різних жанрів, Сім з нмх — на історичну тему. Займався чеканкою, ковкою. Його роботи в колекціях Америки, Польщі, Ізраїлі, Молдові, Білорусії, Узбекистані, Росії.
За життя було три персональні виставки: 2 у Кмитові (1992; 2001) та в М. Житомирі (1998). 20 грудня 2002 року четверта, але вже посмертна виставка, організована сім'єю в краєзнавчому музеї м. Бердичева. В даний час його роботи експонуються в краєзнавчому музеї м. Бердичева.